# Annemarie Dengg
Annemarie Dengg (* 11. Februar 1920; † 31. Jänner 2011) war eine österreichische Politikerin (ÖVP).

## Leben
Dengg war von 1945 bis 1965 Diözesan- und später Zentralsekretärin der Katholischen Arbeiterjugend sowie Redakteurin der Mädchenzeitschrift „Unser Leben“. Im Jahr 1958 wurde sie Lehrerin für Stenografie und Maschinenschreiben an der Handelsschule in Sankt Johann im Pongau. 1964 wurde Dengg Mitglied der Gemeindevertretung von Sankt Johann im Pongau, ein Amt, das sie bis 1974 bekleidete. Daneben war sie von 1965 bis 1981 Bezirksleiterin der Österreichischen Frauenbewegung im Pongau.
Im Jahr 1969 wurde Dengg Abgeordnete im Salzburger Landtag. Dies blieb sie bis 1984. In ihrer Zeit als Abgeordnete war sie unter anderem Obfrau im Wohlfahrtsausschuss sowie im Ausschuss für Schule und Kultur.

## Auszeichnungen
- 1979: Großes Silbernes Ehrenzeichen für Verdienste um die Republik Österreich[2]
- 1985: Silbernes Ehrenzeichen des Landes Salzburg